# L'Ultime Randonnée
Pour plus de détails, voir Fiche technique et Distribution.
L'Ultime Randonnée (Little Fauss and Big Halsy) est un film américain réalisé par Sidney J. Furie, sorti en 1970.

## Synopsis
Halsy Knox, un motocycliste professionnel, vivote en participant à de petites compétitions et en séduisant des filles de passage qu'il abandonne au matin. Il fait la connaissance de Little Fauss, un mécanicien hors pair qui vit chez ses parents et dont il devient bientôt l'ami et le modèle. Halsy et Little Fauss s'associent et mènent quelque temps la même vie d'errance, de circuit en circuit. Mais bientôt, la relation qui s'était nouée entre les deux hommes tourne à la rivalité. Ce qui les unissait les oppose désormais et l'ambiance commence à s'en ressentir. Bientôt, les deux compères se retrouvent ennemis. 

## Fiche technique
- Titre : L'Ultime Randonnée
- Titre original : Little Fauss and Big Halsy
- Réalisation : Sidney J. Furie
- Scénario : Charles Eastman (en)
- Photographie : Ralph Woolsey
- Montage : Argyle Nelson Jr.
- Directeur artistique : Larry Paull
- Décors : Audrey Blasdell
- Production : Albert S. Ruddy, Brad Dexter (producteur délégué) Gray Frederickson (producteur associé)
- Société de production : Alfran Productions, Furie Productions et Paramount Pictures
- Distribution :  États-Unis : Paramount Pictures
- Pays de production :  États-Unis
- Genre : Drame
- Durée : 99 minutes
- Dates de sortie : 
  - États-Unis : 21 octobre 1970
  - France : 13 octobre 1971
- Chanson : Little Fauss and Big Halsy interprétée par Johnny Cash

## Distribution
- Robert Redford (VF : Jacques Thébault) : Big Halsy Knox
- Michael J. Pollard (VF : Yves-Marie Maurin) : Little Fauss
- Lauren Hutton (VF : Perrette Pradier) : Rita Nebraska
- Noah Beery Jr. (VF : Henri Virlojeux) : Seally Fauss
- Lucille Benson (VF : Marie Francey) : Mom Fauss
- Linda Gaye Scott : Moneth
- Ray Ballard (VF : Philippe Dumat) : le photographe
- Shara St John : Marcy
- Erin O'Reilly : Sylvene Mc Fall
- Ben Archibek : Rick Nifty